# Mauno Oittinen

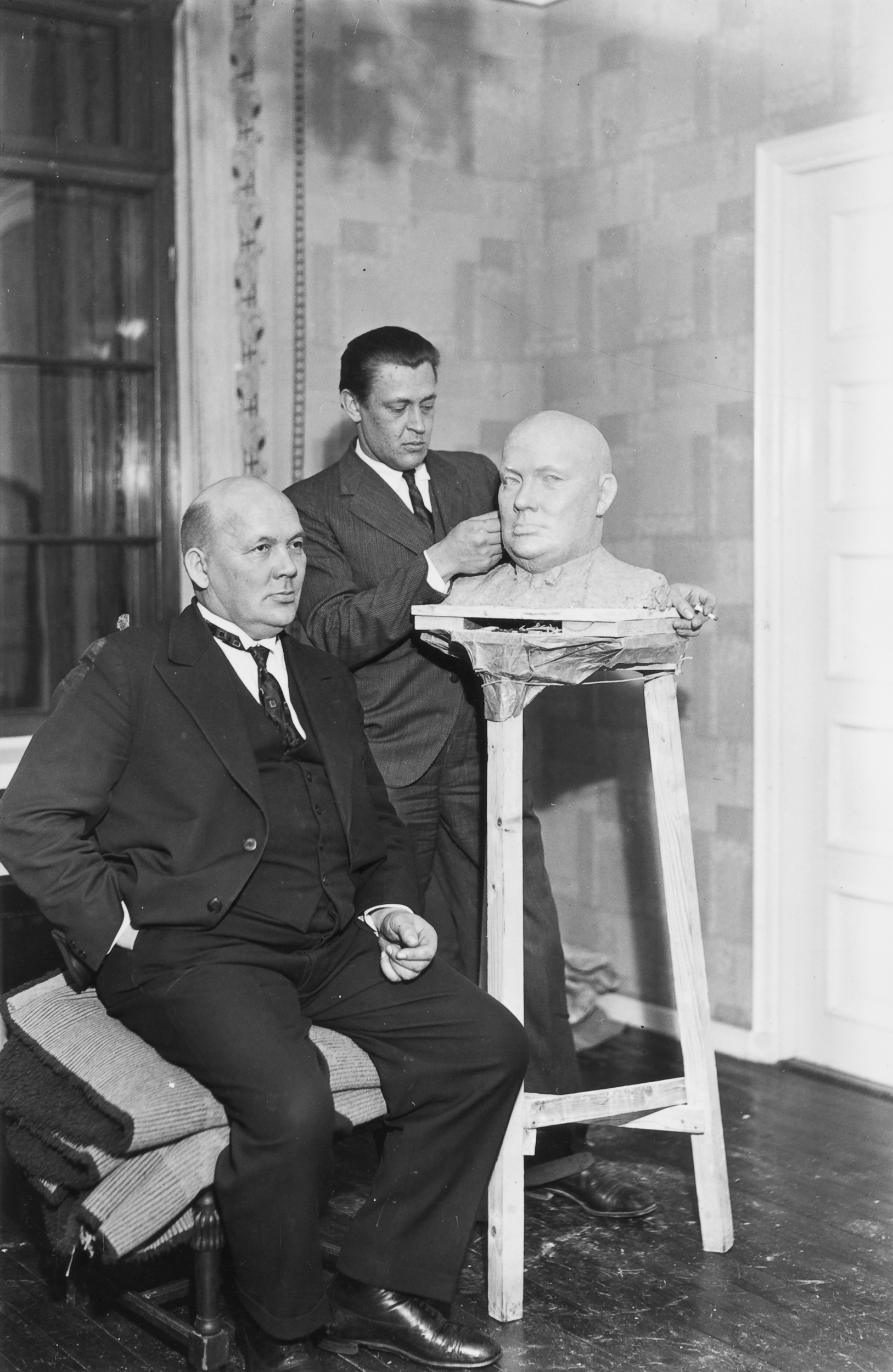
Mauno Oittinen arbetar på sin byst av F.E. Sillanpää (1931).

Mauno Pietari Oittinen, född 10 juli 1896 i Tavastehus, död 11 maj 1970 i Helsingfors, var en finländsk skulptör. 
Oittinen studerade 1916–1919 vid Finska konstföreningens ritskola och var 1946–1962 bosatt i USA. Han utförde porträttbyster (bland annat av Jean Sibelius, Frans Eemil Sillanpää, Frank Lloyd Wright och Avery Brundage), en rad monumentalarbeten (bland annat i Houston, Texas) och minnesstatyer över Elias Lönnrot (Kajana 1940) och Alfred Kordelin (Raumo 1947). Vidare märks gruppen Flyttfåglar, uppställd i Hangö 1967.